# Down to Earth (2001)
Down to Earth (bra: O Céu Pode Esperar; prt: Os Anjos Devem Estar Loucos) é um filme teuto-canado-australo-americano de 2001, do gênero comédia romântico-fantástica, dirigido por Chris Weitz e Paul Weitz, com roteiro de Chris Rock, Lance Crouther, Ali LeRoi e Louis C.K baseado no filme Heaven Can Wait, de 1978.
É o terceiro filme baseado na peça teatral Heaven Can Wait, de Harry Segall, precedido por Here Comes Mr. Jordan (1941) e Heaven Can Wait (1978).

## Enredo
Lance Barton (Chris Rock) é um comediante muito engraçado e confiante em sua personalidade, mas é incapaz de trazer o seu talento em frente de uma platéia. Depois de ser vaiado no palco uma noite, ele ouve falar de uma oportunidade de seu gerente, Whitney Daniels (Frankie Faison), no Teatro Apollo, que está tendo um show de despedida, devido ao seu fechamento iminente. Ele está esperando para ter a chance de provar a si mesmo na frente de uma audiência real, quando a caminho de casa andando de bicicleta Lance é distraído por Sontee Jenkins (Regina King). Não presta atenção, e é atingido por um caminhão e é morto instantaneamente. Devido a isso, Lance é levado para o Paraíso, onde conhece os anjos, King (Chazz Palminteri) e Keyes (Eugene Levy), que revelam que Lance morreu antes de seu tempo, e eles decidem ajudar Lance em seu retorno à Terra.
Lance e King, em seguida, iniciam a procura de um corpo. Depois de muita procura, eles encontram Charles Wellington III (Brian Rhodes III) um empresário muito rico recém afogado em sua banheira por sua mulher (Jennifer Coolidge) e seu assistente Winston Sklar (Greg Germann). Lance não quer ter nada a ver com o corpo até que ele descobre que Sontee, a garota que ele viu antes de ser atropelado, está protestando contra Charles, em seguida ela se algema exigindo a presença de Charles. Lance vê isso como uma chance de conhecê-la, mas ele está relutante em ser permanentemente Charles. Assim, ele faz um acordo com o King que ele ficará usando o corpo de Charles até que um corpo mais adequado seja encontrado. Logo depois, Charles retorna da morte, mas com a alma de Lance Barton dentro dele. Só ele e os anjos podem vê-lo como Lance. Todo mundo o vê como o rico e branco Charles.
Muito impopular no passado, as pessoas e aqueles mais próximos a Charles começam a notar uma mudança em sua personalidade. Ele se transforma de um bilionário esnobe em um cara legal e engraçado. Apesar de eventos recentes, ele continua a seguir os seus sonhos através da comédia. Charles, entra em contato com seu antigo gerente e o convence que ele é o Lance e que está reencarnado como Charles. Através de muitos momentos de humor e problemas, ele recebe o amor de Sontee.
A esposa de Charles planeja o assassinato dele e manda um matador para fazer o serviço e assim ele atira em Charles. Cumprindo o acordo King e Keyes madam Lance novamente à Terra como Joe Guy, um grande comediante e candidato mais aceitável que vai morrer em um acidente de carro. Joe retorna ileso deste acidente, agora com a alma de Lance. Depois de ter um desempenho bem-sucedido no Apollo e encontra Whitney, mas King e Keyes aparecem, eles informam que ele não vai se lembrar de que era Lance e Charles e também não irá lembrar de Sontee assim que eles fossem embora. Como disse, depois de deixar os anjos já não se lembra dos eventos anteriores ou suas vidas anteriores. Mesmo que ele perdeu a memória de Lance, ele ainda tem as características dele. Em conseqüência, ele se encontra com Whitney novamente e continua na intenção que Sontee se apaixone por ele, depois de tela conhecido no Teatro Apollo como Joe Guy.

## Elenco
- Chris Rock como Lance Barton
- Regina King como Sontee Jenkins
- Mark Addy como Cisco
- Eugene Levy como  Keyes
- Frankie Faison como Whitney Daniels
- Greg Germann como Winston Sklar
- Jennifer Coolidge como Sra. Wellington
- Chazz Palminteri como King
- Wanda Sykes como  Wanda
- John Cho como Phil Quon
- Mario Joyner como Apollo M.C.
- Brian Rhodes como  Charles Wellington III

## Recepção da crítica
No Rotten Tomatoes, o filme tem uma pontuação de 20% com base em críticas de 96 críticos. O consenso crítico do site disse: "Um Chris Rock atenuado deixa de dar vida a um roteiro fraco à medida que o filme passa de uma cena para outra".

## Bilheteria
O filme arrecadou US$ 64,2 milhões nos Estados Unidos, mais US$ 7 milhões fora dos EUA, totalizando US$ 71,2 milhões.